# فينميترازين
فينميترازين (بالإنجليزية: Phenmetrazine)‏ هو دواء يُستعمل في علاج:
- سمنة[8]

## دوره
يلعب هذا الدواء دورًا في علاج الأمراض كونه:
- مثبط أكسيداز أحادي الأمين
- محاكيات ودية
- منشط